# Escadron de ravitaillement en vol et de transport stratégique 1/31 Bretagne
L'escadron de ravitaillement en vol et de transport stratégique 1/31 « Bretagne » est une unité de l'Armée de l'air française spécialisée dans les missions de ravitaillement en vol. Implantée sur la base aérienne 125 à Istres elle est actuellement équipée de Airbus A330 MRTT.
Titulaire de six citations à l'ordre de l'armée pendant la Seconde Guerre mondiale, le groupe de bombardement « Bretagne » dont il a repris les traditions s’est vu attribuer la fourragère de la guerre 1939-1945 aux couleurs du ruban de la Légion d’honneur.

## Historique
Le groupe de bombardement « Bretagne » est créé le 1er janvier 1942 à Fort-Lamy, au Tchad, à partir du détachement permanent des Forces aériennes au Tchad (DPFAT). Devenu groupe de bombardement moyen II/20 « Bretagne », il participe aux campagnes du Fezzan, de Tunisie d'Italie, à la libération de l'Alsace et aux bombardements sur l'Allemagne.
En 1946, il devient un groupe de transport, puis est renuméroté I/63 « Bretagne » en juillet 1947. Il opère en Afrique, jusqu'à sa dissolution en 1963.
L'escadron de bombardement 2/91, créé auparavant le 1er décembre 1964 au sein de la 91e escadre de bombardement, reprend les traditions du « Bretagne ». Le 1er avril 1965, le premier Mirage IVA arrive à l'escadron. Après un largage sur le champ de tir de Colomb-Béchar, l'escadron est opérationnel en juillet et s'intègre dans le plan d'ensemble de la force de dissuasion nucléaire jusqu'à sa dissolution, le 31 juillet 1996.

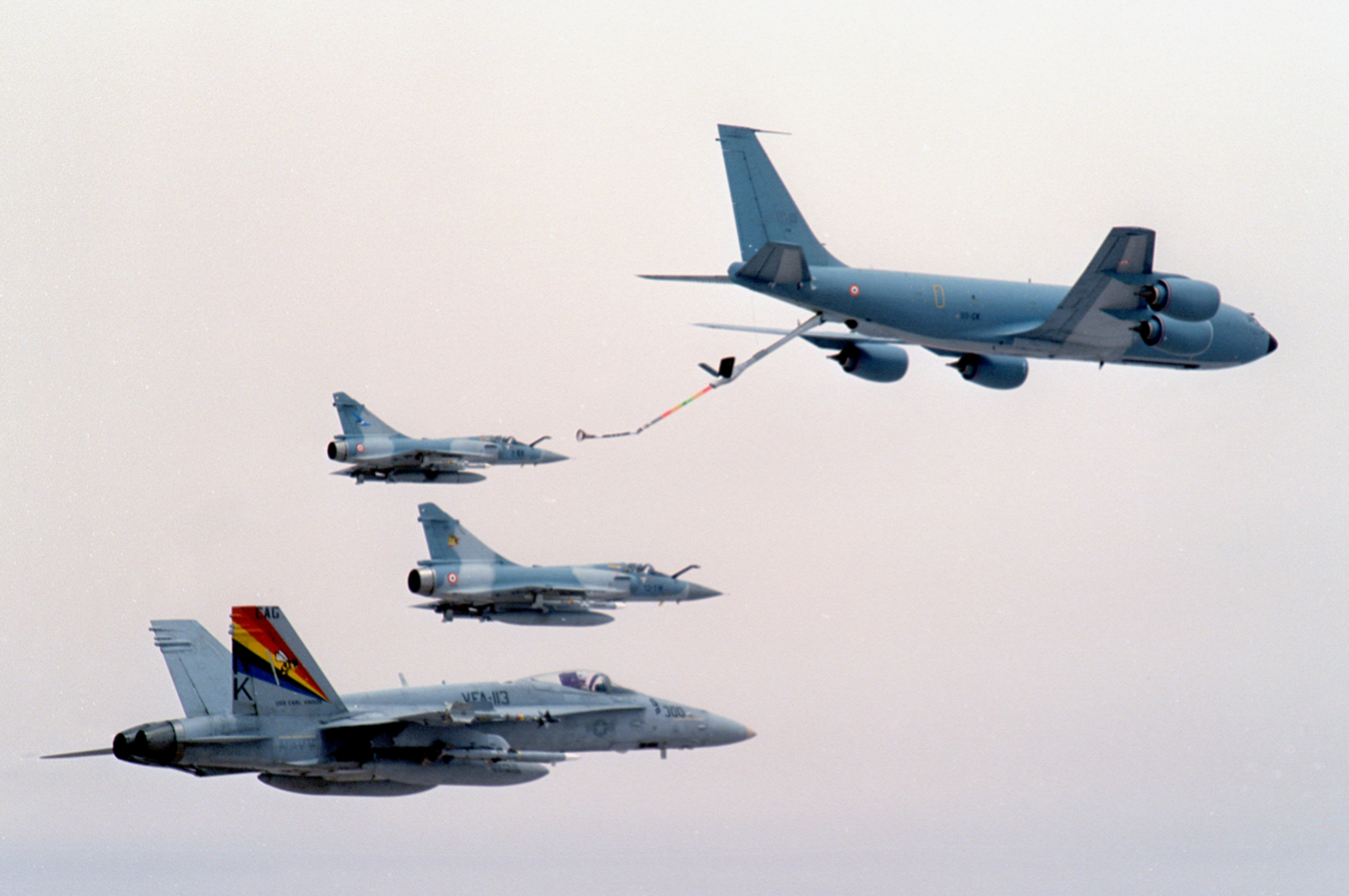
Un C-135FR ravitaillant deux Mirage 2000 français et un F/A-18 américain durant l'opération Southern Watch, le 23 avril 1994.

La première unité de l’armée de l’air à être équipée de moyens de ravitaillement en vol était le 90e escadre en août 1963. Initialement équipés de douze C-135FR, la 90e escadre de ravitaillement en vol (ERV) et les ravitailleurs sont répartis au sein de trois escadres de bombardement mixtes Mirage IV/C-135FR en 1965. En 1976, les escadrons de ravitaillement en vol sont réunis au sein de la 93e escadre de ravitaillement en vol jusqu'en 1993.
Le 1er août 1996, les escadrons de ravitaillement en vol 1/93 « Aunis » et 3/93 « Landes » sont dissous. Les moyens de ravitaillement en vol de ces deux escadrons sont regroupés au sein du nouvel ERV 93 « Bretagne » créé le même jour. Il devient alors la seule unité de l'armée de l'air à mettre en œuvre des ravitailleurs C-135FR. Les deux escadrilles du « Landes » (SPA Bi 54 et SAL 22) sont préservées au sein de l'ERV 93, en plus des traditionnelles escadrilles « Rennes » et « Nantes ».
Le 1er septembre 2004, l'ERV perd l'appellation d'escadron pour devenir groupe et devient le groupe de ravitaillement en vol 00.093 « Bretagne ».
Depuis août 2009, le « Bretagne » a repris l'appellation groupe de ravitaillement en vol 02.091.
En 2010, l'effectif est d'environ 500 personnes dont 28 équipages composés d'un pilote, d'un copilote, d'un navigateur et d'un opérateur de ravitaillement en vol pour les 14 avions C-135 alors en ligne et 370 mécaniciens.
En 2012, les escadrilles « Rennes », « Nantes » et SPA Bi 54 sont dissoutes pour laisser place aux escadrilles :
- BR 108 "Pégase" qui rassemble les pilotes,
- VR 25 "Etoile américaine" qui rassemble les navigateurs,
- BR 129 "Lapin trimardeur" qui rassemble les opérateurs de ravitaillement en vol.
- Les instructeurs du Centre de formation des équipages ravitailleurs conservant les traditions de l'escadrille SAL 22 "Louve romaine".

Le 27 août 2014, la 31e escadre aérienne de ravitaillement et de transport stratégique est créée sur la base aérienne 125 Istres-Le Tubé. Elle rassemble le GRV 2/91 « Bretagne » et l’escadron des soutiens techniques spécialisés (ESTS) 15/93.

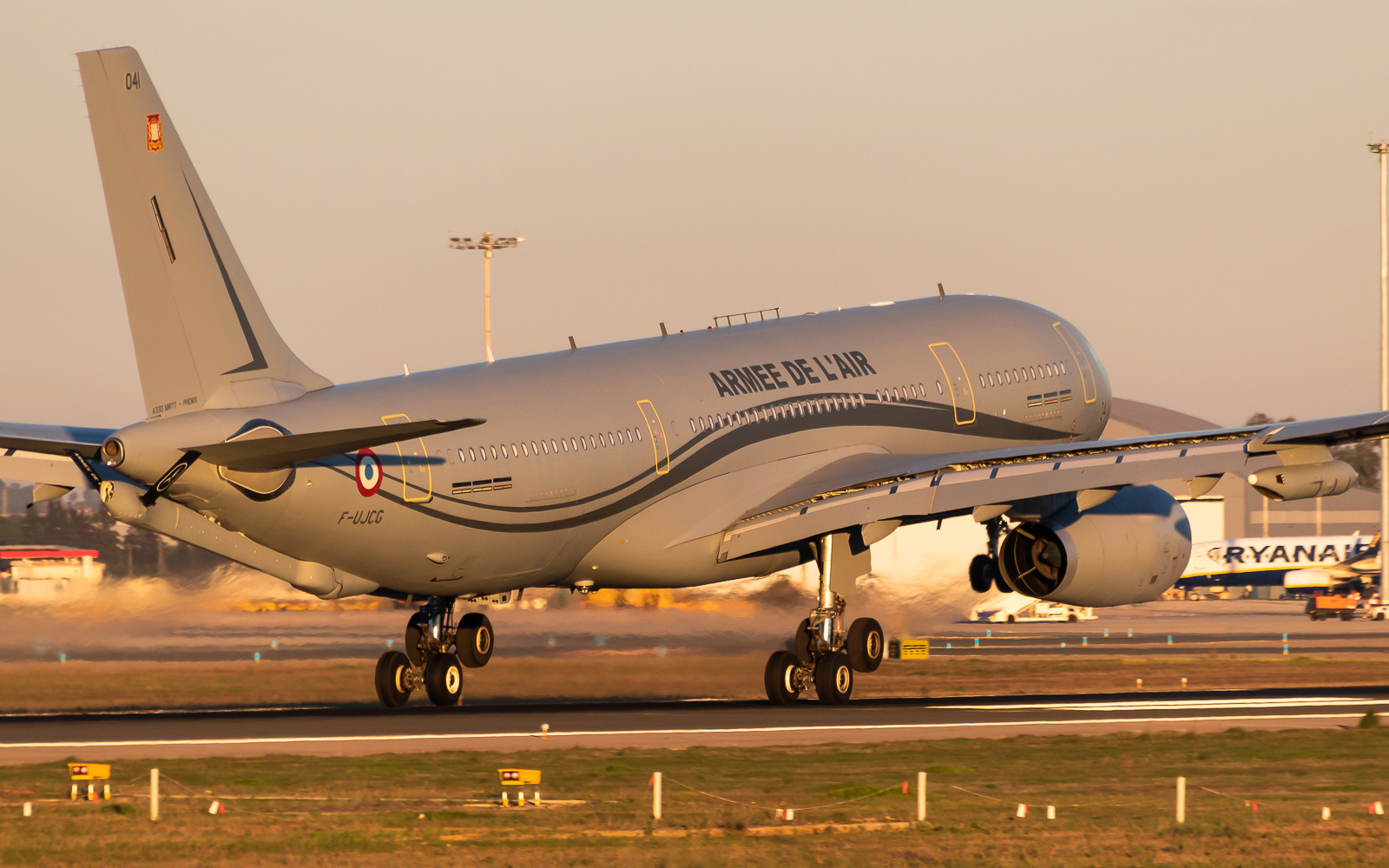
A330 MRTT du GRV 2/91 Bretagne

Le 27 septembre 2018, l'escadron réceptionne le premier Airbus A330 MRTT "Phénix" de l'Armée de l'air sur la base aérienne 125 d'Istres. Cet avion est le MRTT 41.
Le 3 octobre 2019, l'Airbus A330 MRTT "Phénix" est déclaré opérationnel pour la mission de dissuasion nucléaire.
Le 4 octobre 2019 le Groupe de ravitaillement en vol 2/91 "Bretagne" devient l'escadron de ravitaillement en vol 4/31 Sologne, les traditions du "Bretagne" étant reprises par le nouvel Escadron de ravitaillement en vol et de transport stratégique 1/31 (ERVTS 1/31 "Bretagne") chargé de la mise en oeuvre de l'Airbus A330 MRTT "Phénix".
En 2021, les traditions de l'escadrille SAL 22 « Louve Romaine » sont transférées à l'Escadron de transformation Phénix 3/31 "Landes", nouvellement créé,.
Dans l'année 2021, les capacités de transport stratégique de l’Escadron de transport 3/60 "Esterel" équipé en 2020 de 2 Airbus A330-200 rejoindront la 31e escadre aérienne de ravitaillement et de transport stratégiques avant de rejoindre en 2023 la base aérienne 125 Istres-Le Tubé et doté de l'Airbus A330 MRTT Phenix.

## Missions

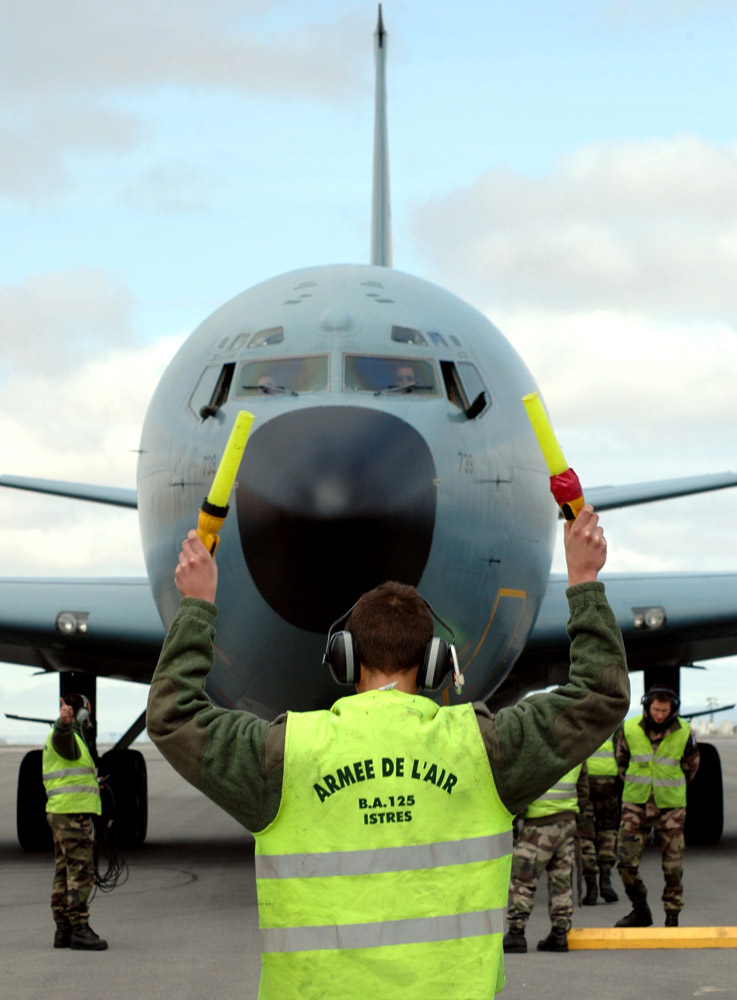
C-135FR sur la base aérienne de Manas, au Kirghizistan.

La mission principale de cette unité aérienne s’inscrit dans le soutien ravitaillement en vol et transmissions des Mirage 2000N et des Rafale (F3) des Forces aériennes stratégiques.
En 2010, elle réalise 51 % de ses missions hors métropole, 40 % concernent les opérations extérieures, et elle a effectué 4 000 ravitaillements en vol en métropole.

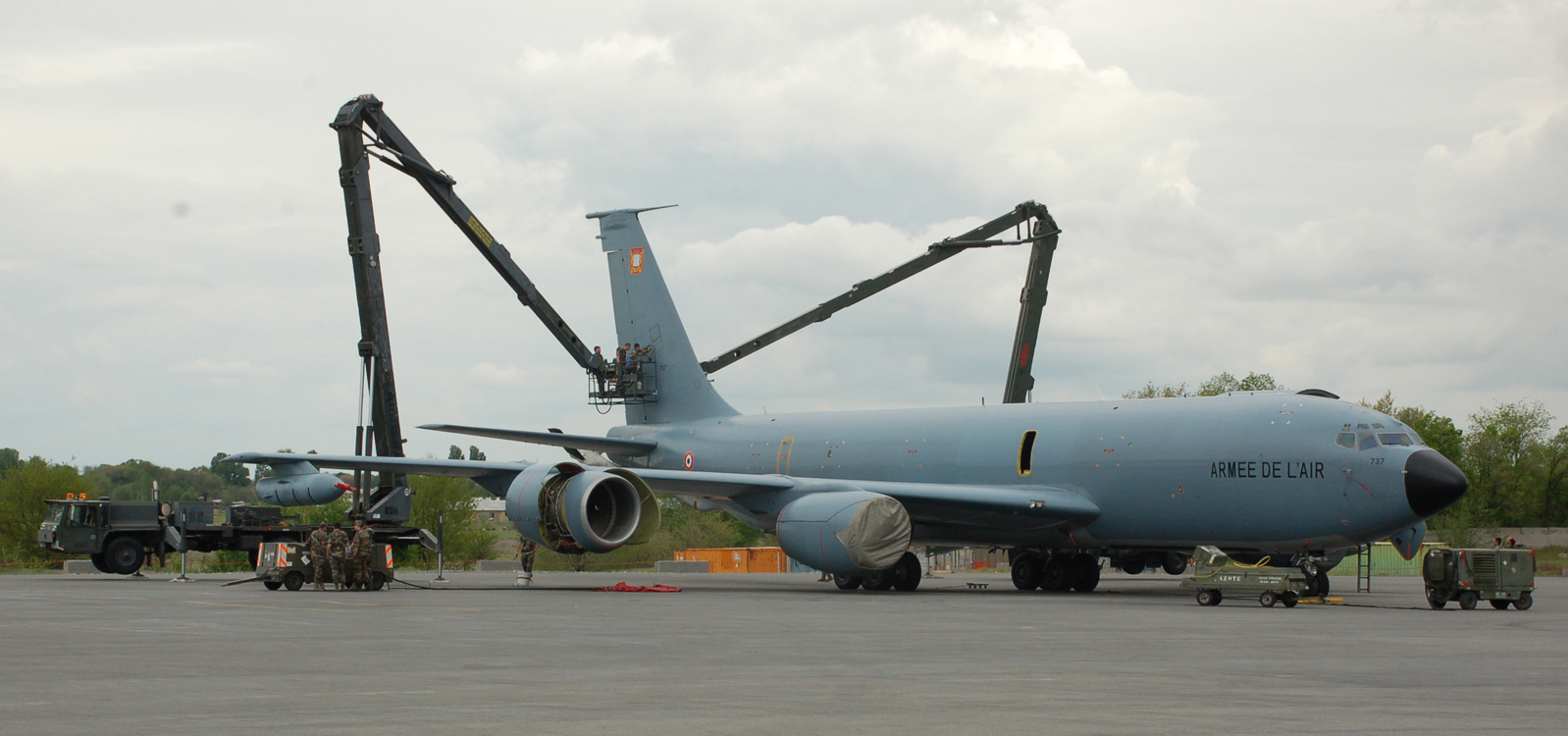
Un C-135 en cours de maintenance sur la base aérienne de Manas en 2009.

Depuis les années 1980, les C-135 ont participé aux opérations suivantes :
- Tchad : Manta (1983), Épervier ;
- Gabon : Murène (1981-1982) ;
- Liban : Chevesne (1984) :
- Arabie saoudite : Daguet (1990/1991), Alysse (à compter de 1991) ;
- Turquie : Aconit (1992/96) ;
- Bosnie-Herzégovine : Crécerelle, Salamandre (à compter de 1993) ;
- Kosovo : Trident (à compter de 1999) ;
- Afghanistan : Enduring Freedom - Héraclès (2001-2002) ;
- Côte d'Ivoire : Licorne (à compter de 2002) ;
- République démocratique du Congo : été 2003 ;
- Libye : Harmattan (2011) ;
- Mali : Serval (2013).

## Escadrilles
L'ERVTS 1/31 Bretagne est composé de trois escadrilles :
- BR 108 « Pégase » (pilotes) ;
- VR 25 « Étoile américaine » (navigateurs) ;
- BR 129 « Lapin trimardeur » (ravitailleurs).
- SAL 22 « La Louve Romaine » (Centre formation équipages ravitailleurs)(CFER) 1er août 1996 au 1er septembre 2020
- RENNES (Escadrille FAFL)      1er janvier 1942 au 29 juin 2012
- NANTES (Escadrille FAFL)   1er janvier 1942 au 29 juin 2012

## Appareils
Fin 2014, il est annoncé une commande de douze Airbus A330 MRTT Phénix livrable de à un à deux exemplaires par an à partir de 2018, pour remplacer les quatorze C-135 ainsi que les trois Airbus A310 et les deux Airbus A340 en service à cette date dans l'Armée de l'air française. En septembre 2018, il est annoncé une accélération des livraisons avec 12 appareils livrés en 2023 et une prévision pour 3 autres exemplaires ensuite.

Survol des Champs-Élysées, Paris, le 14 juillet 2018
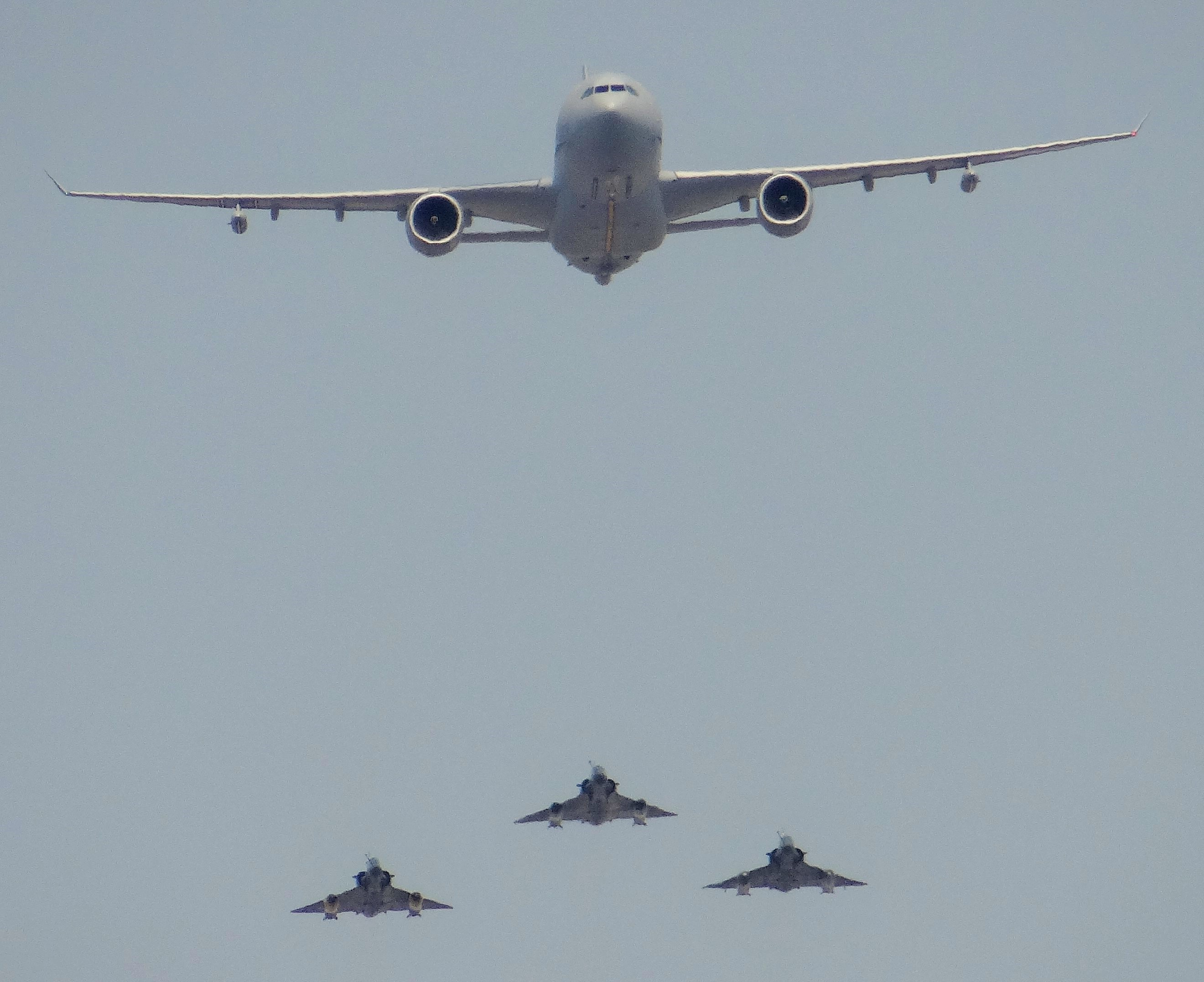
A330 MRTT Phénix avec 3 Mirage 2000D.
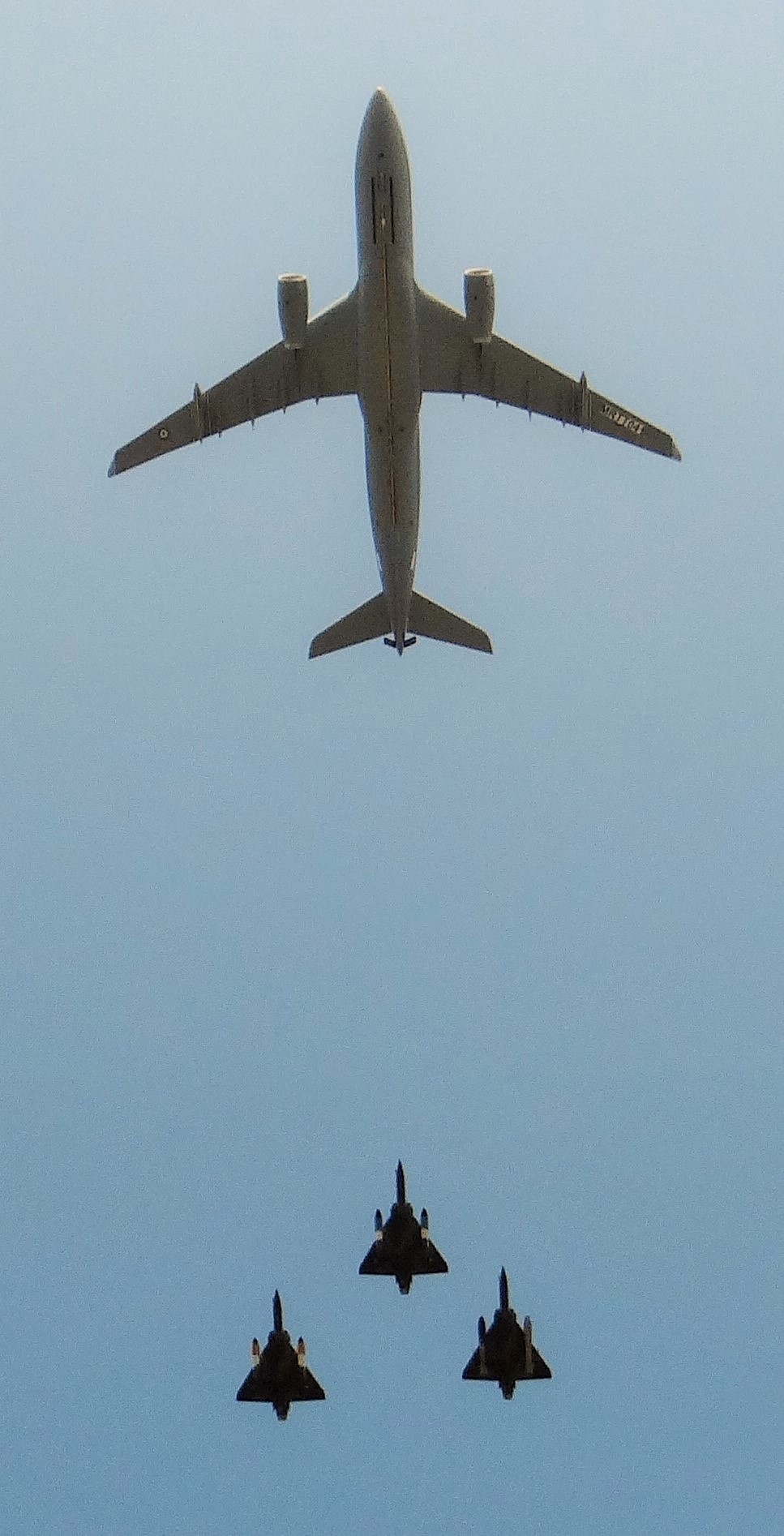
A330 MRTT Phénix avec 3 Mirage 2000D.

## Appellations successives
1. Groupe de bombardement « Bretagne » : de 1942 à 1943
2. Groupe de bombardement Moyen II/20 « Bretagne » : de 1943 à 1944
3. Groupe de bombardement II/20 « Bretagne » : de 1944 à 1946
4. Groupe de transport II/20 « Bretagne » : de 1946 au 1er juillet 1947
5. Groupe de transport I/63 « Bretagne » : du 1er juillet 1947 à 1963
6. Escadron de bombardement 2/91 « Bretagne » : du 1er décembre 1964 au 31 juillet 1996
7. Escadron de ravitaillement en vol 0/93 « Bretagne » : du 1er août 1996 au 1er septembre 2004
8. Groupe de ravitaillement en vol 0/93 « Bretagne » : du 1er septembre 2004 au 1er août 2009
9. Groupe de ravitaillement en vol 2/91 « Bretagne » : depuis le 1er août 2009 au 4 octobre 2019
10. Escadron de ravitaillement en vol et de transport stratégique 1/31 "Bretagne" : depuis le 4 octobre 2019